# Símbolos de Coacalco de Berriozábal
El Escudo de Coacalco de Berriozábal es el emblema representativo del municipio de Coacalco de Berriozábal, en el estado mexicano de México.

## Etimología

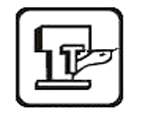
Glifo topónimo adoptado en 1985.

En el escudo de Coacalco de Berriozábal se representa la imagen de una casa de la cual sobresale parte del cuerpo de una serpiente. Coacalco en su traducción del náhuatl significa "En la Casa de la Serpiente" y proviene de los vocablos Coatl = Serpiente, Calli = Casa y Co = En.

## Historia
Históricamente el municipio carecía de símbolos propios; durante un programa estatal, en el año de 1985, Coacalco de Berriozábal adopta un glifo o membrete oficial, en alusión al nombre náhuatl del municipio, para uso oficial; el glifo está representado por un cali y el cuerpo de una serpiente.
En 2017, el escudo del municipio de Coacalco de Berriozábal adopta colores oficiales para darle mayor representatividad, los colores fueron el verde, amarillo oro y el rojo. Además se anexó el mote, en la parte inferior de Coacalco de Berriozábal, nombre oficial de la alcaldía.
En 2020, el municipio de Coacalco de Berriozábal, a través del bando municipal, adopta un nuevo diseño del glifo topónimo del municipio, el diseño es mucho más representativo con los elementos prehispánicos y es retomado de antiguas cartas que ubica la toponimia de Coacalco.

### El escudo dentro de los ayuntamientos

Escudo de Coacalco de Berriozábal 2016-2018.
Escudo de Coacalco de Berriozábal 2018-2019.
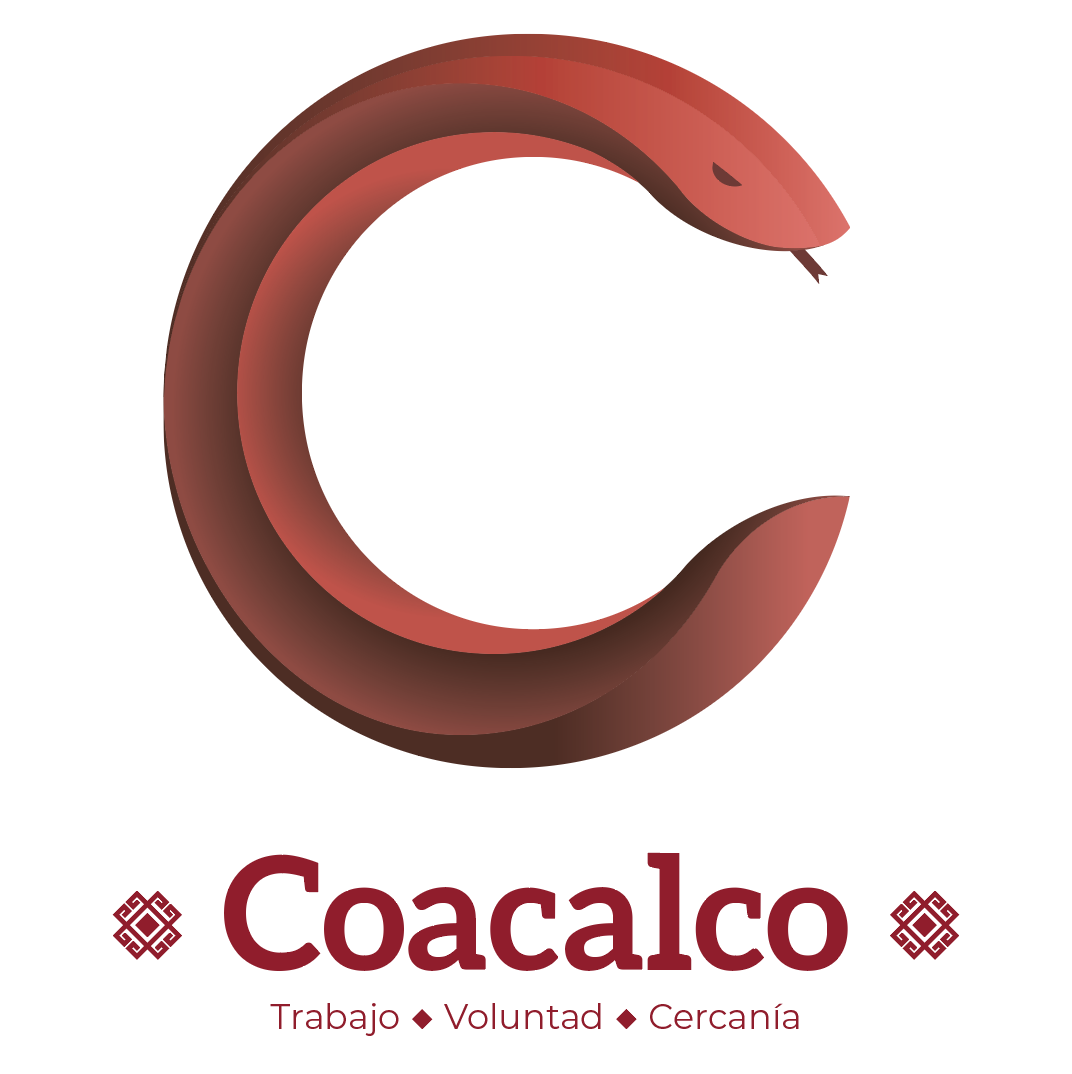
Escudo de Coacalco de Berriozábal 2019-2021.

## Bandera

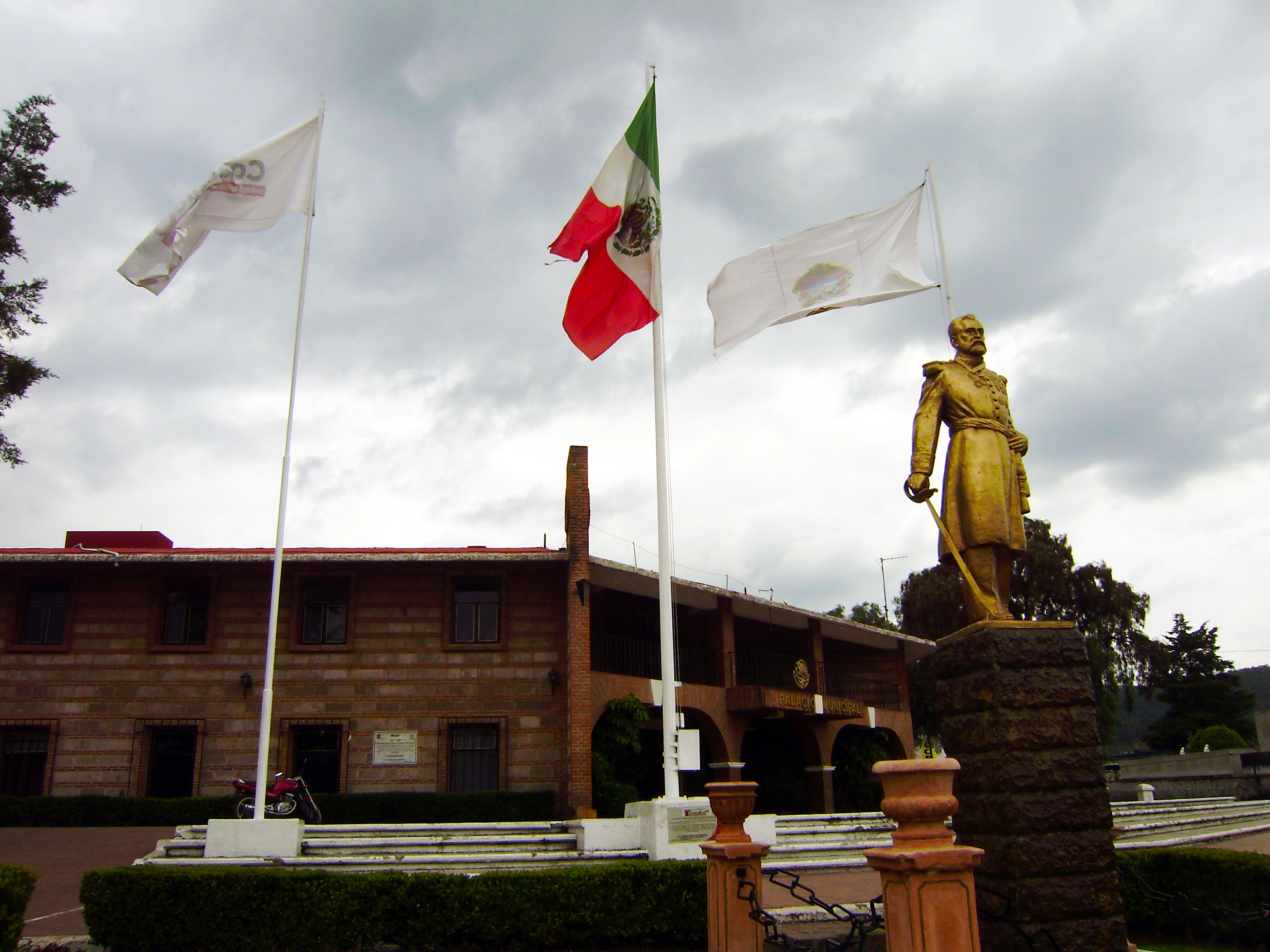
Bandera municipal de Coacalco en el palacio municipal.

El municipio de Coacalco de Berriozábal no tiene bandera municipal oficial, pero a lo largo de la historia reciente, se han utilizado distintos pendones blancos con el glifo topónimo o con el eslogan del ayuntamiento, en relación a cada ayuntamiento en curso.

### Diseño y simbolismo
El seguimiento de los colores son los siguientes:
| Nombre | Color | Código HEX |
| ------ | ----- | ---------- |
| Blanco |       | #FFFFFF    |

### Banderas históricas

Bandera de Coacalco (2006–2013)
Bandera de Coacalco (2013–2015)
Bandera de Coacalco (2015–2018)
Bandera de Coacalco (2019)
Bandera de Coacalco (2019–2021)
Bandera de Coacalco (2022–2024)

## Himno
El himno de Coacalco es un símbolo del municipio mexiquense que lo representa.
- De cuacatzin y ayacatl los que somos
- en coacali los hijos felices
- en tu honor entonamos éste himno
- con xochitla, con flora y matices.

- Del tzacualli y teopanitlan formamos
- con calnepantla, xancoinca y la cruz
- tu solar ciudadano o el recinto
- en que vimos primera luz.

- Luz que aureola en tentepetla gallardo
- y lumbra tus picachos coamilpa
- dora mieses colora tu milpa
- y fecunda tu suelo rasa pardo.